# 프랑크 레이카르트
프랑클린 에드문도 레이카르트(네덜란드어: Franklin Edmundo Rijkaard, 네덜란드어 발음: [frɑŋk ˈɛtmundoː ˈrɛikaːrt] ( 듣기); 1962년 9월 30일~)는 네덜란드의 축구인으로, 현역 시절 포지션은 수비형 미드필더였다.

## 선수 경력
마르코 판 바스턴, 뤼트 휠릿과 함께 "오렌지 삼총사"라 불리며 AC 밀란의 전성기를 이끌었다. 프랑크 레이카르트가 활약하는 동안 AC 밀란은 스쿠데토와 유러피언 컵을 각각 두 번 차지했다.
커다란 체구를 바탕으로 한 몸싸움과 태클능력으로 로타어 마테우스와 함께 90년대 중원의 강자로 자리잡았으며, 강력한 중거리 슛으로도 유명하다.
1990년 FIFA 월드컵 독일과의 16강전 경기에서 루디 푈러에게 침을 뱉으며 신경전을 벌이다가 퇴장당한 유명한 일화가 있다.

## 감독 경력
1998년 FIFA 월드컵 이후 히딩크의 후임으로 네덜란드 감독을 맡은 그는 UEFA 유로 2000에서 네덜란드를 4강에 올려놓는 등 자신의 지도력을 입증했다.
그 후 2001년 스파르타 로테르담을 맡다가 2003년 FC 바르셀로나 감독을 맡게 된다. 그 때 그는 라파엘 마르케스, 호나우지뉴 등을 영입해 FC 바르셀로나 선수진을 보강했다. 그리고 그는 프리메라리가에서 우승했으며 그 다음 시즌에는 프리메라리가을 연속 우승했고 2006년 5월 17일에는 스타드 드 랭스에서 아스널 FC를 이기고 14년 만에 UEFA 챔피언스리그 우승했으나 그시즌 프리메라리가 우승을 레알 마드리드 CF에게 내주었고 클럽 월드컵에서는 상파울루 FC에게 우승컵을 내주었으며 챔피언스리그와 코파 델 레이를 석권하지 못해 무관으로 마감하였다. 이에 가브리엘 밀리토와 티에리 앙리 등을 영입했으나 그 다음 시즌 역시 무관으로 마감해 결국 시즌이 끝나자마자 FC 바르셀로나에서 경질되었다.
이후 2009년 갈라타사라이 SK을 맡았으나 성적 부진으로 1년 만에 경질된다. 2011년부터 사우디아라비아 축구 국가대표팀을 맡으나 2014년 FIFA 월드컵 아시아 지역 3차 예선에서 탈락해 경질되었다.

## 수상

### 선수

#### AFC 아약스
- 에레디비시 : 1981-82, 1982-83, 1984-85, 1993-94, 1994-95
- KNVB컵 : 1982-83, 1985-86, 1986-87
- 네덜란드 슈퍼컵 : 1993, 1994
- 유로피언 컵위너스컵 : 1986-87
- 유로피언컵 : 1994-95

#### AC 밀란
- 세리에 A : 1991-92, 1992-93
- 수페르코파 이탈리아나 : 1988
- 유로피언컵 : 1988-89, 1989-90
- UEFA 슈퍼컵 : 1989, 1990
- 인터컨티넨탈컵 : 1989, 1990

#### 네덜란드
- UEFA 유로 : 1988

### 감독

#### FC 바르셀로나
- 라리가 : 2004–05, 2005–06
- 수페르코파 데 에스파냐 : 2005, 2006
- UEFA 챔피언스리그 : 2005-06

### 개인
- 발롱도르 3위 : 1988, 1989
- 세리에 A 올해의 선수[2] : 1992
- 세리에 A 최우수 외국인 선수 : 1992
- 네덜란드 축구 올해의 선수 : 1985, 1987
- 인터컨티넨탈컵 MoM : 1990
- ESM 올해의 팀 : 1994-95
- UEFA 유로 대회 베스트 : 1988
- UEFA 회장상 : 2005
- UEFA 올해의 감독 : 2005-06
- 옹즈도르 올해의 감독 : 2006
- 유럽 올해의 감독 : 2006
- 돈발롱 올해의 감독 : 2004-05, 2005-06

#### 선정
- 발롱도르 드림팀 실버[3] : 2020
- AC밀란 명예의 전당
- FIFA 100[4] : 2004
- UEFA 골든 주빌리 투표[5] : 21위
- 월드사커 역대 축구 선수 100인[6]

#### 발롱도르
- 1988 - 3
- 1989 - 3
- 1990 - 9
- 1992 - 10
- 1995 - 12